# Socodor
Socodor è un comune della Romania di 2 276 abitanti, ubicato nel distretto di Arad, nella regione storica della Transilvania.
L'esistenza di Socodor è attestata in documenti del 1299; sono state comunque ritrovate vestigia più antiche, dell'Età del bronzo, del popolo degli Avari e della cultura Ottomana.
Nel paese, ai margini di un piccolo bosco, sorge la dacia che fu un tempo del "leader" comunista Nicolae Ceaușescu e che utilizzava per le sue battute di caccia.
Investitori esteri, in particolare italiani ed austriaci a partire dal 2001 hanno scelto questo comune come luogo dove insediare attività agricole nelle campagne che circondano il piccolo centro abitato.